# Sheboygan Red Skins 1938-1939
La stagione 1938-39 degli Sheboygan Red Skins fu la 1ª nella NBL per la franchigia.
Gli Sheboygan Red Skins arrivarono terzi nella Western Division con un record di 11-17, non qualificandosi per i play-off.

## Roster
| N° | Naz.                   | Ruolo | Sportivo            | Anno | Alt. | Peso |
| -- | ---------------------- | ----- | ------------------- | ---- | ---- | ---- |
|    | Stati Uniti (bandiera) | A     | Paul Sokody         | 1914 | 188  | 77   |
|    | Stati Uniti (bandiera) | GA    | Rube Lautenschlager | 1915 | 191  | 86   |
|    | Stati Uniti (bandiera) | AC    | Ed Dancker          | 1914 | 201  | 91   |
|    | Stati Uniti (bandiera) | GA    | Otto Kolar          | 1911 | 191  | 82   |
|    | Stati Uniti (bandiera) | G     | Johnny Posewitz     | 1906 | 183  | 84   |
|    | Stati Uniti (bandiera) | G     | Scoop Posewitz      | 1908 | 180  | 82   |
|    | Stati Uniti (bandiera) | A     | Les Kuplic          | 1911 | 191  | 91   |
|    | Stati Uniti (bandiera) | AC    | Stan Zadel          | 1916 | 196  | 98   |
|    | Stati Uniti (bandiera) | GA    | Carl Roth           | 1909 | 188  | 91   |
|    | Stati Uniti (bandiera) | AC    | Slim Lonsdorf       | 1905 | 191  | 79   |
|    | Stati Uniti (bandiera) | G     | Ken Suesens         | 1916 | 185  | 79   |
|    | Stati Uniti (bandiera) | AC    | Pres Slack          | 1908 | 188  | 82   |
|    | Stati Uniti (bandiera) | G     | Kieran Crowley      | 1916 | 173  | 70   |
|    | Stati Uniti (bandiera) | AC    | Erwin Graf          | 1917 | 191  | 91   |
|    | Stati Uniti (bandiera) | A     | Glenn Adams         | 1917 | 185  | 84   |
|    | Stati Uniti (bandiera) | G     | Eddie Kolar         | 1909 | 178  | 77   |
|    | Stati Uniti (bandiera) | G     | Boney Graumann      | 1915 | 188  | 91   |
|    | Stati Uniti (bandiera) | G     | Dave Quabius        | 1916 | 183  | 84   |

## Staff tecnico
- Allenatore: Edwin Schutte